# 小行星3200
小行星3200 （3200 Phaethon，/ˈfeɪ.əθɒn/ FAY-ə-thon，有時被不正確的拼成Phaeton）是一顆阿波罗型小行星。它的天文学临时编号是1983 TB。它有著不尋常的軌道，它比任何已經命名的其他小行星更靠近太陽（雖然有其他尚未命名的小行星會更靠近太陽，目前已知至少有三顆，其中一顆已經有永久序號：(137924) 2000 BD19） 。因此，它被命名为“法厄同”（Phaethon），与希腊神话中太阳神赫利俄斯之子法厄同同名。这颗小行星的平均直径为5.1千米，它正是每年12月中旬双子座流星雨的母体。法厄同的观测弧大于30年，所以它有着非常确定的轨道。2017年，它与地球的最近距离仅为约一千万千米（0.069 AU），测量精度为±40千米。

## 發現
法厄同是從太空船的影像中發現的第一顆小行星。西蒙·格林和约翰·凯斯·戴维斯在搜索紅外線天文衛星（IRAS）1983年10月11日的影像資料時，發現了這顆移動的天體。經由查爾斯·科瓦爾使用光學認證，報告它的外觀像是一顆小行星，並在10月14日的IAUC 3978號上公告，它的臨時名稱是1983 TB。

## 軌道
它被歸類為阿波羅型小行星（因為它的半長軸大於地球的，並且它的近日點小於1.017AU）。它也被懷疑是智神星族的小行星家族成員。
法厄同最值得一提的特性是它比任何一顆已經命名的小行星更靠近太陽：它的近日點距離只有0.140AU，小於水星近日點距離的一半。它的軌道穿越水星、金星、地球、和火星。在近日點時，表面溫度可以達到大約1025K（750℃，1,400℉）。

## 物理特性
法厄同是一顆有著不尋常特性的小行星，它的軌道看起來更像彗星而不像小行星，並且已經被稱為岩質彗星。NASA日地關係天文台太空船最近的研究觀測到塵埃的彗尾，並且在2010年偵測到法厄同噴射出塵粒，有可能是太陽的熱導致有如乾湖床泥裂般的裂痕。
法厄同的組成符合此類彗星起源的概念；由於它深色的材料組成，它被分類為B-型小行星。自法厄同後，也發現有幾個天體混和了彗星和小行星的特徵，例如(7968) Elst–Pizarro。

## 流星雨
它在被發現之後不久，弗雷德·惠普爾在IAUC 3879上指出：1983 TB2的軌道要素與超級施密特攝影機拍攝的雙子座流星雨軌道要素幾乎重合。換言之，法厄同是長期以來所尋找的12月中旬雙子座流星雨的母體。

## 最近的接近
法厄同在2007年12月10日接近地球至0.120895 AU（18,085,600 km；11,237,900 mi）。它在2017年、2050年、2060年也依然會接近，並且在2093年12月14日更為接近，屆時的距離只有0.0198AU（3.0 Gm）。
當法厄同在2009年7月來到近日點時，它比預期的更為明亮。隨著法厄同的接近近日點，日地關係天文台太空船在2009年6月偵測到它的光度出乎意料地增加了2倍。

## 外部連結
- Orbital simulation （页面存档备份，存于） from JPL (Java)
- Ephemeris （页面存档备份，存于）
- . NASA. 2004-12-06  [2007-11-08]. （原始内容存档于2007年11月25日）.
- (3200) Phaethon （页面存档备份，存于） discussed on a blog
- ScienceCasts: Rock Comet Meteor Shower （页面存档备份，存于） (Science@NASA YouTube channel: Nov 29, 2012)

| 前一小行星： 小行星3199 | 小行星列表 | 後一小行星： 小行星3201 |